# Segunda División B
La Segunda División B è stata la terza serie calcistica del sistema del campionato spagnolo di calcio dal 1977 al 2021. Questa divisione semiprofessionistica includeva anche diverse squadre riserve dei club la cui prima squadra militava nella Primera División.

## Formula
Il campionato era costituito da 80 squadre, suddivise in 4 gironi da 20 squadre ciascuno. Fino alla stagione 2007-2008 le prime quattro classificate di ogni gruppo (per un totale di 16 squadre) si qualificavano per i play-off, che determinavano le quattro promozioni in Segunda División.
A partire dalla stagione 2008-2009 le quattro vincitrici dei gironi giocavano un turno ad eliminazione diretta per decretare le prime due promozioni, mentre le due sconfitte entravano nel meccanismo dei play-off che decidevano le altre due promozioni.
Le ultime quattro squadre di ogni girone retrocedevano invece in Tercera División, con le quintultime di ogni girone che si qualificavano per un play-out che sanciva altre due retrocessioni.

## Storia
Il termine Segunda División B fu usato la prima volta nella stagione inaugurale del 1928-1929 per indicare il terzo livello del campionato, comprendeva 10 squadre e fu vinto dal Leonesa.
La stagione 1929-1930 vide la prima di numerose riorganizzazioni del campionato spagnolo, con la Segunda División B che fu sostituita dalla Tercera División. Con la stagione 1977-78 il campionato fu riattivato, venendo stabilito come campionato di terzo livello in sostituzione della Tercera División e suddiviso inizialmente in due gironi. La stagione 1986-1987 fu giocata a girone unico, prima di un'altra riorganizzazione nell'edizione successiva, quando passò a quattro gironi.
Nel 2021 la divisione fu sostituita dalla Primera División RFEF (poi ridenominata Primera Federación) come campionato di terzo livello, e la sua struttura fu adottata dalla neonata Segunda División RFEF (in seguito Segunda Federación), nuova quarta serie del campionato spagnolo.

## Squadre più presenti
Aggiornata fino alla stagione 2020-2021
| Pos | Squadra           | Nr. stagioni |
| --- | ----------------- | ------------ |
| 1.  | Barakaldo         | 36           |
| 2.  | Leonesa           | 36           |
| 3.  | Pontevedra        | 36           |
| 4.  | Real Sociedad B   | 35           |
| 5.  | Melilla           | 34           |
| 6.  | Osasuna B         | 33           |
| 7.  | Atlético Madrid B | 31           |
| 8.  | Bilbao Athletic   | 31           |
| 9.  | L'Hospitalet      | 31           |
| 10. | Real Jaén         | 31           |
| 11. | Siviglia Atlético | 31           |
| 12. | Sporting Gijón B  | 31           |
| 13. | Alcoyano          | 29           |
| 14. | Real Unión        | 28           |
| 15. | Gimnàstic         | 27           |
| 16. | Racing Ferrol     | 27           |
| 17. | Betis B           | 25           |
| 18. | Zamora CF         | 25           |
| 19. | Deportivo Aragón  | 24           |
| 20. | Ourense           | 24           |

## Albo d'oro

### Due gironi (1977-1986)
| Anno      | Gruppo I           | Gruppo II          |
| --------- | ------------------ | ------------------ |
| 1977-1978 | Racing Ferrol      | Almería            |
| 1978-1979 | Palencia           | Levante            |
| 1979-1980 | Barakaldo          | CD Linares         |
| 1980-1981 | Celta Vigo         | Maiorca            |
| 1981-1982 | Barcellona Atlètic | Xerez              |
| 1982-1983 | Bilbao Athletic    | Granada            |
| 1983-1984 | Sabadell           | Lorca Deportiva CF |
| 1984-1985 | Sestao Sport       | Rayo Vallecano     |
| 1985-1986 | Figueres           | Xerez              |

### Girone unico (1986-1987)
| Anno      | Vincitore |
| --------- | --------- |
| 1986-1987 | Tenerife  |

### Quattro gironi (1987-2020)
In grassetto la squadra proclamata campione.
| Anno      | Gruppo I          | Gruppo II         | Gruppo III        | Gruppo IV         |
| --------- | ----------------- | ----------------- | ----------------- | ----------------- |
| 1987-1988 | Eibar             | Real Saragozza B  | Salamanca UDS     | Alzira            |
| 1988-1989 | Bilbao Athletic   | Palamós           | Atlético Madrid B | Levante           |
| 1989-1990 | Real Avilés       | UE Lleida         | Albacete          | Orihuela          |
| 1990-1991 | Real Madrid B     | Racing Santander  | Badajoz           | Barcellona B      |
| 1991-1992 | Salamanca UDS     | Sant Andreu       | Cartagena FC      | Marbella FC       |
| 1992-1993 | Salamanca UDS     | Alavés            | Real Murcia       | Las Palmas        |
| 1993-1994 | Salamanca UDS     | Alavés            | Gramenet          | Extremadura       |
| 1994-1995 | Racing Ferrol     | Alavés            | Levante           | Córdoba           |
| 1995-1996 | Las Palmas        | Sporting Gijón B  | Levante           | Real Jaén         |
| 1996-1997 | Sporting Gijón B  | Aurrerá Vitoria   | Gimnàstic         | Córdoba           |
| 1997-1998 | Cacereño          | Barakaldo         | Barcellona B      | Malaga            |
| 1998-1999 | Getafe            | Leonesa           | Levante           | Melilla           |
| 1999-2000 | Universidad LPGC  | Torrelavega       | Gandía            | Granada           |
| 2000-2001 | Atlético Madrid B | Burgos            | Gramenet          | Cadice            |
| 2001-2002 | Barakaldo         | Barcellona B      | Real Madrid B     | Motril CF         |
| 2002-2003 | Universidad LPGC  | Real Unión        | Castellón         | Algeciras         |
| 2003-2004 | Pontevedra        | Atlético Madrid B | UE Lleida         | Lanzarote         |
| 2004-2005 | Real Madrid B     | Ponferradina      | Alicante          | Siviglia Atlético |
| 2005-2006 | Universidad LPGC  | Salamanca UDS     | Badalona          | FC Cartagena      |
| 2006-2007 | Pontevedra        | Eibar             | Alicante          | Siviglia Atlético |
| 2007-2008 | Rayo Vallecano    | Ponferradina      | Girona            | Écija             |
| 2008-2009 | Real Unión        | FC Cartagena      | Alcoyano          | Cadice            |
| 2009-2010 | Ponferradina      | Alcorcón          | Sant Andreu       | Granada           |
| 2010-2011 | Lugo              | Eibar             | Sabadell          | Real Murcia       |
| 2011-2012 | Real M. Castilla  | Mirandés          | Atlético Baleares | Cadice            |
| 2012-2013 | Tenerife          | Alavés            | L'Hospitalet      | Real Jaén         |
| 2013-2014 | Racing Santander  | Sestao River      | Costa Brava       | Albacete          |
| 2014-2015 | Real Oviedo       | Huesca            | Gimnàstic         | Cadice            |
| 2015-2016 | Racing Santander  | Real M. Castilla  | Reus              | UCAM Murcia       |
| 2016-2017 | Leonesa           | Albacete          | Barcellona B      | Lorca             |
| 2017-2018 | Rayo Majadahonda  | Mirandés          | Maiorca           | FC Cartagena      |
| 2018-2019 | Fuenlabrada       | Racing Santander  | Atlético Baleares | Recreativo Huelva |
| 2019-2020 | Sabadell          | UD Logroñés       | Castellón         | FC Cartagena      |

### Cinque gironi (2020-2021)
| Anno      | Gruppo I | Gruppo II       | Gruppo III | Gruppo IV         | Gruppo V |
| --------- | -------- | --------------- | ---------- | ----------------- | -------- |
| 2020-2021 | Burgos   | Real Sociedad B | Ibiza      | Linares Deportivo | Badajoz  |